# Regional Municipality of York

Gemeinden der Greater Toronto Area

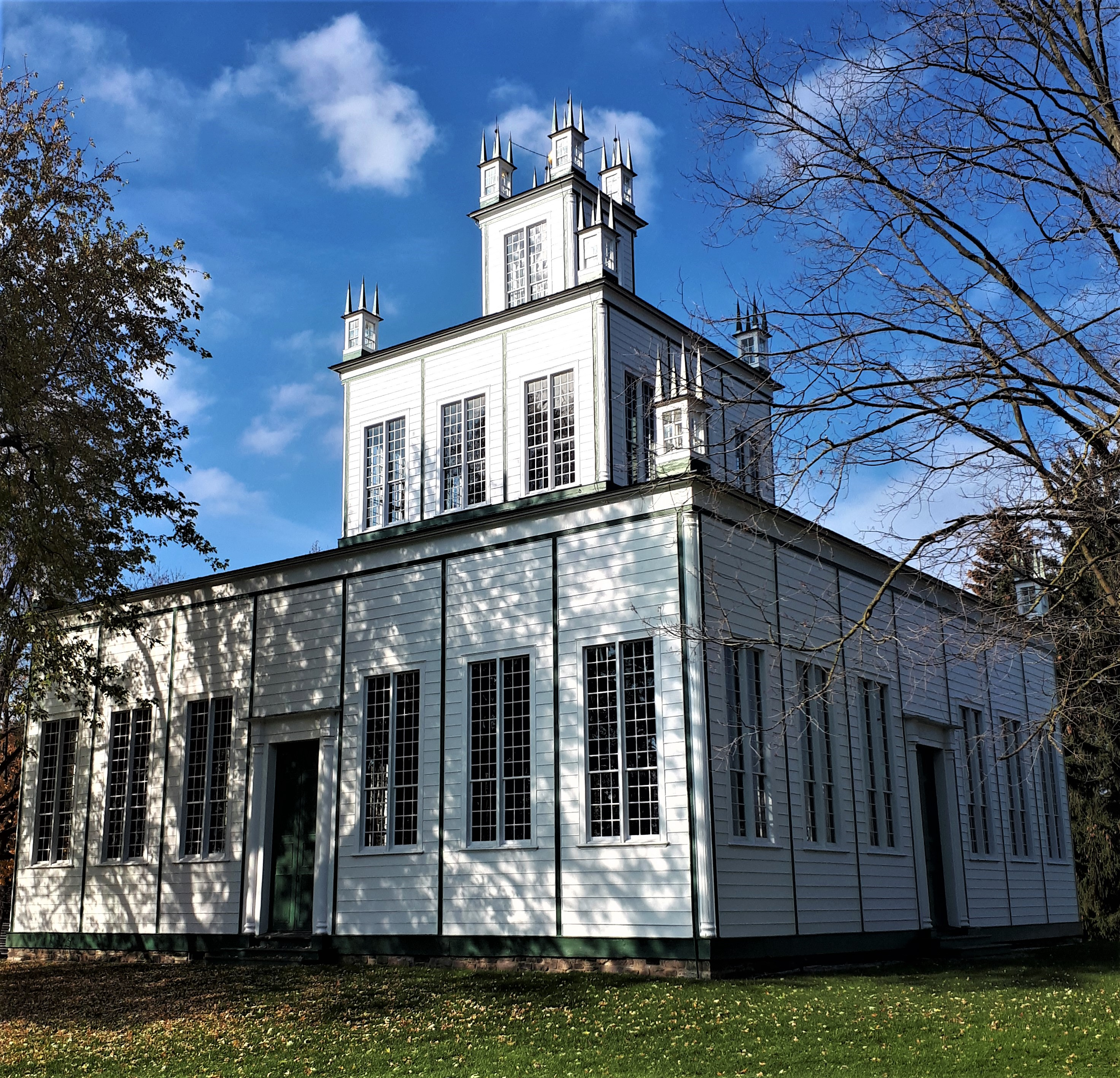
Sharon Temple, East Gwillimbury

Die Regional Municipality of York, auch als York Region bekannt, ist eine Regional Municipality (Regionalgemeinde) im Südwesten der kanadischen Provinz Ontario. Hauptort und Sitz des Regionalrates ist Newmarket. Die Einwohnerzahl beträgt 1.109.909 (Stand: 2016), die Fläche 1762,13 km², was einer Bevölkerungsdichte von 629,9 Einwohnern je km² entspricht.
York gehört zur Metropolregion Greater Toronto Area sowie zum Ballungsraum Golden Horseshoe und wurde 1971 aus Teilen des ehemaligen York County gebildet. Die Regionalgemeinde liegt unmittelbar nördlich von Toronto und südlich des Lake Simcoe. Außerdem wird die Region in Ost-West-Richtung von der Hügelkette der Oak Ridges-Moräne durchzogen.
Mit dem Sibbald Point Provincial Park befindet sich einer der aktuellen Provincial Parks in Ontario im Bezirk.
|             | Simcoe County                               | Lake Simcoe   |
| Peel Region | Kompassrose, die auf Nachbargemeinden zeigt | Durham Region |
|             | Toronto                                     |               |

## Administrative Gliederung

### Städte und Gemeinden
| Ort                    | Status   | Bevölkerung (2016) | Einw.dichte (Einw./km²; 2016) |
| ---------------------- | -------- | ------------------ | ----------------------------- |
| Aurora                 | Town     | 55.445             | 1.112,3                       |
| East Gwillimbury       | Town     | 23.991             | 97,9                          |
| Georgina               | Town     | 45.418             | 157,8                         |
| King                   | Township | 24.512             | 73,6                          |
| Markham                | City     | 328.966            | 1.549,2                       |
| Newmarket              | Town     | 84.224             | 2.190,5                       |
| Richmond Hill          | City     | 195.022            | 1.928,8                       |
| Vaughan                | City     | 306.233            | 1.119,4                       |
| Whitchurch-Stouffville | Town     | 45.837             | 222,3                         |

### Gemeindefreie Gebiete
Im Bezirk finden sich keine gemeindefreien Gebiete.

### Indianerreservationen
Administrativ eigenständig ist das Reservat Chippewas of Georgina Island First Nation auf Georgina Island im Lake Simcoe.